# Monte Mancinello
Il monte Mancinello è una vetta dell'alto Appennino bolognese e modenese situata al confine meridionale tra le province di Bologna e di Modena, nel territorio comunale di Lizzano in Belvedere e Fanano.

## Descrizione
Il monte Mancinello, che raggiunge la quota massima di 1452 metri sul livello del mare, si erge sopra un marcato crinale montuoso che parte dal monte Spigolino (1827 m), sul confine tra le province di Modena e di Pistoia, e si conclude con l'unione della valle del torrente Dardagna con quella del torrente Leo; esso infatti separa le valli dei suddetti corsi d'acqua, lasciandosi il primo sulla destra e il secondo sulla sinistra.
Sullo stesso crinale del monte Mancinello, si trovano, verso nord, le cime del Cinghio di Mezzogiorno (1360 m), interamente incluso nella provincia di Modena, sotto il quale si trova il lago Pratignano, e di monte Serrasiccia (1378 m); verso sud, separato dal Passo dei Ronchi (1344 m), vi è la vetta denominata Le Piagge (1478 m), mentre, poco più spostato verso sud-est, si trova Il Forcaccio (1132 m).